# Cistus munbyi
Cistus munbyi là một loài thực vật có hoa trong họ Nham mân khôi. Loài này được Pomel mô tả khoa học đầu tiên năm 1874.